# Mary Esther
Mary Esther és una població dels Estats Units a l'estat de Florida. Segons el cens del 2000 tenia 4.055 habitants.

## Demografia
Segons el cens del 2000, Mary Esther tenia 4.055 habitants, 1.623 habitatges, i 1.147 famílies. La densitat de població era de 1.016,7 habitants/km².
Dels 1.623 habitatges en un 29% hi vivien nens de menys de 18 anys, en un 57% hi vivien parelles casades, en un 9,9% dones solteres, i en un 29,3% no eren unitats familiars. En el 21,7% dels habitatges hi vivien persones soles el 7% de les quals corresponia a persones de 65 anys o més que vivien soles. El nombre mitjà de persones vivint en cada habitatge era de 2,5 i el nombre mitjà de persones que vivien en cada família era de 2,93.
Per edats la població es repartia de la següent manera: un 23,4% tenia menys de 18 anys, un 7,8% entre 18 i 24, un 30,5% entre 25 i 44, un 25,1% de 45 a 60 i un 13,3% 65 anys o més.
L'edat mediana era de 39 anys. Per cada 100 dones de 18 o més anys hi havia 100,1 homes.
La renda mediana per habitatge era de 42.647 $ i la renda mediana per família de 47.917 $. Els homes tenien una renda mediana de 31.030 $ mentre que les dones 20.319 $. La renda per capita de la població era de 22.488 $. Entorn del 4,1% de les famílies i el 5,7% de la població estaven per davall del llindar de pobresa.

## Poblacions més properes
El següent diagrama mostra les poblacions més properes.